# آنا کاپودالیو
آنا کاپودالیو (ایتالیایی: Anna Capodaglio؛ ۱۹ سپتامبر ۱۸۷۹ – ۲۹ ژوئن ۱۹۶۱) بازیگر اهل ایتالیا بود.
از فیلم‌ها یا برنامه‌های تلویزیونی که وی در آن نقش داشته‌است، می‌توان به بله، مادام و بیوه اشاره کرد.